# Eleição municipal de Bragança Paulista em 2012
A eleição municipal de Bragança Paulista em 2012 aconteceu em 7 de outubro de 2012, em primeiro turno, e foi responsável por eleger um prefeito, um vice-prefeito e 19 vereadores no município de Bragança Paulista, no Estado de São Paulo, no Brasil. O prefeito eleito foi Fernão Dias da Silva Leme, mais conhecido como Fernão Dias, do PT, com 38, 07% dos votos válidos. Fernão concorreu à prefeitura com outros quatro candidatos: Renato Frangini (DEM), Gustavo Sartori (PSB), João Carlos Carvalho (PSDB), Fred Zenorini (PSTU). A vice-prefeita eleita, que dividiu o mandato com Fernão Dias da Silva Leme, foi a professora Hugguette Theodoro da Silva (PTB).
O município de Bragança Paulista foi um dos 33 a decidir as eleições em primeiro turno e contabilizou cerca de  85.640 milhões de votos válidos, 5.043 milhões de votos nulos e 3.248 milhões de votos brancos sendo considerada uma eleição acirrada já que a diferença entre o primeiro e o segundo colocado foi de apenas 21 votos.
A disputa para as 19 vagas na Câmara Municipal de Bragança Paulista mobilizou a participação de 383 candidatos e teve como candidata mais bem votada uma mulher, Fabiana Alessandri, com 3480 votos (4,08% dos votos).

## Antecedentes
O antecessor a Fernão Dias foi João Afonso Sólis, do PSDB. João Afonso Sólis, conhecido como Jango, disputou as eleições municipais de Bragança Paulista de 2005 e 2008 - totalizando, ao todo, oito anos de mandato. Diferente do seu antecessor, Fernão Dias se lançou na política pela primeira vez em 2012 e para conquistar seu eleitorado contou com sua experiência como delegado em Bragrança Paulista.

## Eleitorado
Na eleição de 2012, tivemos 93.931 de votos apurados, que se dividiram entre: 91.17% (85.640) de votos válidos, 3.46% (3.248) de votos brancos, 5.37% (5.043) de votos nulos e 17.24% (19.561) de abstenções. Um fato curioso sobre o eleitorado de Bragança Paulista está presente quando comparamos as eleições municipais de 2008 e as ocorridas em 2012, já que percebemos um crescimento considerável de eleitores; em 2008 eram cerca de 103.887 votantes, em 2012 o número passou para 110.481. O crescente número de novos eleitores pode estar relacionado a dois fatores: o primeiro deles seria a transferência do domicílio eleitoral para o Município e, o segundo, aos jovens que estão começando a exercer o poder de voto. Outro fator interessante é a relevância do número de votos femininos sobre o número de votos masculinos em quase todas as faixas etárias, com exceção dos 18 aos 20 anos, são cerca de 57.443 eleitoras para 52.932 eleitores.

## Candidatos
Houve cinco candidatos disputando a prefeitura de Bragança Paulista em 2012: Fernão Dias da Silva Leme do PT, Renato Frangini do DEM, Gustavo Sartori do PSB, João Carlos Carvalho do PSDB, Fred Zenorini PSTU.
|  | Candidato(a)              | Vice                         | Partido | Coligação |
|  | ------------------------- | ---------------------------- | ------- | --- |
|  | Fernão Dias da Silva Leme | Huggette Theodoro da Silva   | PT      | "Você pode Mudar Bragança" (PT / PTB / PV)                                                                   |
|  | Gustavo Sartori           | Antonio Ricardo de Carvalho  | PSB     | "Bragança Junto com Você" (PRB / PTN / PHS / PSB / PRP / PSD)                                                |
|  | João Carlos Carvalho      | Maria Amalia Gouvêa Oliveira | PSDB    | " Bragança com Qualidade de Vida" PDT / PTC / PSDB                                                           |
|  | Fred Zenorini             | Renan Dias Oliveira          | PSTU    | "Frente de Esquerda Pstu e Psol" PSTU / PSOL                                                                 |
|  | Renato Frangini           | José Galileu de Mattos       | DEM     | "Esta Nascendo um Novo Dia" (PP / PMDB / PSL / PSC / PR / PPS / DEM / PSDC / PRTB / PMN / PC do B / PT do B) |

## Campanha
Em sua campanha eleitoral, Fernão Dias da Silva Leme salientou a vontade de melhorar a segurança de Bragança Paulista, atrair investimentos do governo federal, realizar melhorias na educação, por exemplo, implantar o CEU – Centro Educacional Unificado com piscina, aulas de música, aulas de teatro, cinema e outras atividades complementares além de oferecer um notebook por professor e um tablet por aluno; outras promessas feitas por Fernão para o campo da educação foi lutar pela implantação da Universidade Federal de Bragança e oferecer creche para as mães que trabalham.  Na saúde, Fernão Dias da Silva Leme adotou como meta a população conseguir marcar consultas com hora marcada pelo telefone.

### Debates
A rádio O Caminho FM mediou um debate entre os candidatos à prefeitura de Bragança Paulista Fernão Dias da Silva Leme (PT), Renato Frangini (DEM), Gustavo Sartori (PSB), João Carlos Carvalho (PSDB) e Fred Zenorini (PSTU) em outubro de 2012 e intitulou o embate entre os candidatos como "O primeiro debate da história".

### Pesquisas
Em pesquisa do Ibope, encomendada pelo Bragança Jornal Diário divulgada em 8 de setembro de 2012, Fernão Dias da Silva Leme e Renato Frangini estavam tecnicamente empatados levando em consideração a margem de erro considerada pelo instituto de pesquisa. Fernão Dias estava com 20% das intenções de voto enquanto Renato Frangini estava com 27% das menções. Gustavo Sartori apresentava 16%, João Carlos Carvalho tinha 10% e Fred Zenorini chegou a pontuar 1%.
| Data de realização                       | Data de divulgação     | Instituto | Número de registro no TRE | Contratante            | Entrevistados | Margem de erro | Candidato                      | Candidato             | Candidato             | Candidato                   | Candidato            | Não sabe/ Não respondeu | Brancos e nulos |
| Data de realização                       | Data de divulgação     | Instituto | Número de registro no TRE | Contratante            | Entrevistados | Margem de erro | Fernão Dias da Silva Leme (PT) | Renato Frangini (DEM) | Gustavo Sartori (PSB) | João Carlos Carvalho (PSDB) | Fred Zenorini (PSTU) | Não sabe/ Não respondeu | Brancos e nulos |
| ---------------------------------------- | ---------------------- | --------- | ------------------------- | ---------------------- | ------------- | -------------- | ------------------------------ | --------------------- | --------------------- | --------------------------- | -------------------- | ----------------------- | --------------- |
| de 31 de agosto a 02 de setembro de 2012 | 08 de setembro de 2012 | Ibope     | SP 00695/2012             | Bragança Jornal Diário | 406           | ± 5%           | 20%                            | 27%                   | 16%                   | 10%                         | 1%                   | 19%                     | 7%              |

## Resultados

### Prefeito
No dia 7 de outubro, Fernão Dias da Silva Leme foi eleito com 38,07% dos votos válidos.
| Candidato(a)                   | Vice                                | 1º Turno 7 de outubro de 2012 | 1º Turno 7 de outubro de 2012 |
| Candidato(a)                   | Vice                                | Votação                       | Votação                       |
|                                |                                     | Total                         | Porcentagem                   |
| ------------------------------ | ----------------------------------- | ----------------------------- | ----------------------------- |
| Fernão Dias da Silva Leme (PT) | Hugguette Theodoro Silva (PTB)      | 32.605                        | 38,07%                        |
| Renato Frangini (DEM)          | José Galileu Mattos (DEM)           | 32.584                        | 38.05%                        |
| Gustavo Sartori (PSB)          | Antônio Ricardo de Carvalho (PSD)   | 14.252                        | 16,64%                        |
| João Carlos Carvalho (PSDB)    | Maria Amalia Gouvêa Oliveira (PSDB) | 4.697                         | 5,48%                         |
| Fred Zenorini (PSTU)           | Renan Dias Oliveira (PSOL)          | 1.502                         | 1,75%                         |
| Total de votos válidos         | Total de votos válidos              | 85.640                        | 91,17%                        |
| Votos em branco                | Votos em branco                     | 3.248                         | 3,46%                         |
| Votos nulos                    | Votos nulos                         | 5.043                         | 5,37%                         |
| Total                          | Total                               | 203.976                       | 100%                          |
| Abstenções                     | Abstenções                          | 19.561                        | 17.24%                        |
| Votos apurados                 | Votos apurados                      | 93.931                        | 100%                          |
| Total de eleitores             | Total de eleitores                  | 113.492                       | 100%                          |

### Vereador
Dos 93.931 votos apurados, 85.198 (90,70%) foram válidos , 4.887 (5,20%) foram votos em branco, 3.046 (4,09) foram votos nulos e tivemos 19.561 (17,24%) de abstenções.
| Resultado da eleição para a Câmara Municipal de Bragança Paulista em 2012 por candidato | Resultado da eleição para a Câmara Municipal de Bragança Paulista em 2012 por candidato | Resultado da eleição para a Câmara Municipal de Bragança Paulista em 2012 por candidato | Resultado da eleição para a Câmara Municipal de Bragança Paulista em 2012 por candidato | Resultado da eleição para a Câmara Municipal de Bragança Paulista em 2012 por candidato | Resultado da eleição para a Câmara Municipal de Bragança Paulista em 2012 por candidato |
| Candidato                                                                               | Número                                                                                  | Partido                                                                                 | Votos                                                                                   | Porcentagem                                                                             |                                                                                         |
| --------------------------------------------------------------------------------------- | --------------------------------------------------------------------------------------- | --------------------------------------------------------------------------------------- | --------------------------------------------------------------------------------------- | --------------------------------------------------------------------------------------- | --------------------------------------------------------------------------------------- |
| Fabiana Alessandri                                                                      | 25678                                                                                   | DEM                                                                                     | 3.480                                                                                   | 4,08%                                                                                   |                                                                                         |
| Gabriel                                                                                 | 40333                                                                                   | PSB                                                                                     | 2.218                                                                                   | 2,60%                                                                                   |                                                                                         |
| Léo                                                                                     | 20615                                                                                   | PSC                                                                                     | 979                                                                                     | 1,15%                                                                                   |                                                                                         |
| Marcus Valle                                                                            | 43666                                                                                   | PV                                                                                      | 1.383                                                                                   | 1,62%                                                                                   |                                                                                         |
| Natanael Ananias                                                                        | 20620                                                                                   | PSC                                                                                     | 1.327                                                                                   | 1,56%                                                                                   |                                                                                         |
| Tião do Fórum                                                                           | 25622                                                                                   | DEM                                                                                     | 1.525                                                                                   | 1,79%                                                                                   |                                                                                         |
| Quique Brown                                                                            | 43421                                                                                   | PV                                                                                      | 1.326                                                                                   | 1,56%                                                                                   |                                                                                         |
| Rafael de Oliveira                                                                      | 40123                                                                                   | PSB                                                                                     | 1.295                                                                                   | 1,52%                                                                                   |                                                                                         |
| Rita Valle                                                                              | 43433                                                                                   | PV                                                                                      | 1.624                                                                                   | 1,91%                                                                                   |                                                                                         |
| Padre Juzemildo                                                                         | 13213                                                                                   | PT                                                                                      | 1.096                                                                                   | 1,29%                                                                                   |                                                                                         |
| Miguel Lopes                                                                            | 55123                                                                                   | PSD                                                                                     | 1.846                                                                                   | 2,16%                                                                                   |                                                                                         |
| Antônio Bugalu                                                                          | 25644                                                                                   | DEM                                                                                     | 2.838                                                                                   | 1,56%                                                                                   |                                                                                         |
| Dito do Ônibus                                                                          | 15699                                                                                   | PMDB                                                                                    | 1.147                                                                                   | 1,35%                                                                                   |                                                                                         |
| Luiz Sperendio                                                                          | 25618                                                                                   | DEM                                                                                     | 797                                                                                     | 0,94%                                                                                   |                                                                                         |
| Mário B. Silva                                                                          | 12345                                                                                   | PDT                                                                                     | 1.450                                                                                   | 1,70%                                                                                   |                                                                                         |
| Valdo Rodrigues                                                                         | 45677                                                                                   | PSDB                                                                                    | 1.003                                                                                   | 1,18%                                                                                   |                                                                                         |
| Gi Borboleta                                                                            | 28028                                                                                   | PRTB                                                                                    | 786                                                                                     | 0,92%                                                                                   |                                                                                         |
| Jorge do Proerd                                                                         | 33193                                                                                   | PMN                                                                                     | 1.715                                                                                   | 0,95%                                                                                   |                                                                                         |
| Paulo Mário                                                                             | 22111                                                                                   | PR                                                                                      | 776                                                                                     | 0,91%                                                                                   |                                                                                         |

## Análises
O começo do mandato de Fernão Dias da Silva Leme pode ser considerado conturbado. Em dezembro de 2012, Fernão e sua vice-prefeita Huguette Theodoro tiveram seus mandatos caçados pelo então juiz eleitoral de Bragança Paulista, Juan Paulo Haye Biazevica por conta de uma denúncia de abuso de poder econômico e captação ilegal de votos. Os crimes teriam acontecido durante festas promovidas pelos apoiadores e correligionários. No período que estiveram afastados, quem assumiu a prefeitura de Bragança Paulista foi o segundo colocado nas eleições, Renato Frangini, do DEM. Em janeiro de 2013, o Tribunal Regional Eleitoral TRE decidiu retirar as acusações contra Fernão Dias e sua vice-prefeita por considerar que as provas apresentadas eram insuficientes, uma vez que o vídeo apresentado como indício de que o crime teria ocorrido não foi aceito como prova lícita